# Udo Mechels
Pour les articles homonymes, voir Udo.
Udo Mechels (Bruxelles, 10 mai 1976), nom d'artiste Udo, est un chanteur belge (flamand). Il a gagné la première édition belge de X-Factor (VTM) en 2005.
Il est le petit cousin d'Annie Cordy.

## Biographie
En 2003, Udo a participé à la première édition de "Idool" (VTM), mais dans la demi-finale, il a dû céder sa place au groupe final à Chris D. Morton et Tom Olaerts.  
En 2005, avec le programme X-Factor, une nouvelle chance se présentait. Ce programme signifiait sa percée car en décembre 2005, Udo a gagné ce programme de façon convaincante. Depuis lors, au mois de juin 2006, il a sorti son premier album "U-Turn" (anglais) et il a atteint un numéro 1 avec son single de début "Isn't it Time". Dans le programme "Tien om te Zien" (VTM) du 4 juillet 2007, il a reçu un disque d'or pour cet album (plus de 20 000 exemplaires vendus).
De cet album, Udo a encore sorti les singles "Winter in July", "Back against the Wall" et "Eyes of a Stranger".
En 2006, Udo a reçu un TMF award pour "beste nieuwkomer" (meilleur nouvel artiste) et le trophée "Doorbraak van het jaar" (percée de l'année) à la Radio 2 (VRT).
Le 30 mars 2007, Udo a gagné le programme "Zo is er maar éen" à la télévision belge (Een) en chantant "Ik mis je zo" de Will Tura. Cette chanson se trouvait déjà sur son album en version française "Tu me manques à mourir".
"Ik mis je zo" est sorti comme single le 19 avril 2007. Udo a reçu un disque d'or pour cette chanson dans le programme "Tien om te Zien" du 5 septembre 2007.
Comme tribut à Clouseau (des freres Koen et Kris Wauters), il a chanté leur chanson "Heb Ik Ooit Gezegd". Cette chanson se trouve sur le CD tribut "Braveau Clouseau"
Un premier concert Udo live! a eu lieu le 28 mars 2007 au Zuiderkroon à Anvers. Les membres du live-band qui accompagne Udo sont : David Demeyere (drums), Jan Samyn (keys), Roberto Mercurio (bas), Chris Van Nauw (guitar), Marva Nielsen et Dany Caen (backing vocals).
Pendant les concerts de la chanteuse belge Sofie, Udo a chanté avec elle en duo "Love will keep us alive". Le public l'a tellement apprécié que Sofie a décidé de mettre la version comme côté B sur son dernier single "Ordinary People", sortie fin 2007.
Le deuxième album d'Udo est sorti en mars 2008 et annonce en même temps son premier tour de théâtre en coopération avec "De Zuiderkroon". La première de ce "Soul Sessions on Tour" a eu lieu le 19 février à Anvers (de Zuiderkroon). Le thème de ce tour est "feel good music" dont soul et funk. Lors de ce tour, Udo est accompagné sur scene par au moins 14 musiciens, sous la direction de Hervé Martens. C'est également Udo qui a été choisi pour chanter, le 15 novembre 2009, la Brabançonne, hymne national belge, à l'occasion de la fête du Roi.

## Discographie
- Albums :
  - U-Turn (CD) et U-Turn Limited Edition (CD+DVD seulement en vente chez Free Record Shop) (5/06/2006)
  - U-Turn Limited Edition avec Ik mis je zo (à partir du 8/05/2007)
  - Braveau Clouseau (Heb ik ooit gezegd) : participation à ce CD "tribut"
  - Good Things Coming (21/03/2008)
  - Barrières (27/09/2010)

- Singles : 
  - Isn't it time (21/12/2005)
  - Winter in July (17/04/2006)
  - Back against the wall (01/08/2006)
  - Eyes of a stranger (Seulement par téléchargement)
  - Ik mis je zo (19/04/2007)
  - You've got a good thing comin' (7/03/2008)
  - Beautiful (26/07/2008)
  - Man I feel like a woman (22/11/2008)
  - Voorbij (31/07/2010)
  - Teruggaan in de tijd (11/10/2010)
  - Verloren hart, verloren droom